# SpaceX CRS-14
| SpaceX CRS-14                                                                     |                                         |
| SpaceX CRS-14 Dragon approaches the ISS (1)                                       |                                         |
| SpaceX CRS-14 llegando a la Estación espacial internacional el 4 de abril de 2018 |                                         |
| Tipo de misión                                                                    | Suministro                              |
| Operador                                                                          | SpaceX                                  |
| Duración de la misión                                                             | Planeado: 1 mes                         |
| Características de la nave                                                        |                                         |
| Tipo de Nave                                                                      | CRS Dragon C110.2                       |
| Fabricante                                                                        | SpaceX                                  |
| Peso total                                                                        | 4.200 kilogramos                        |
| Dimensiones                                                                       | Altura: 6.1 metros Diámetro: 3.7 metros |
| Inicio de misión                                                                  |                                         |
| Fecha de lanzamiento                                                              | 2 de abril 20:30:38 UTC                 |
| Cohete                                                                            | Falcon 9 full thrust                    |
| Lugar de lanzamiento                                                              | Cabo Cañaveral SLC-40                   |
| Contratista                                                                       | SpaceX                                  |
| Parámetros orbitales                                                              |                                         |
| Sistema de referencia                                                             | Geócentrico                             |
| Órbita                                                                            | Baja                                    |
| Inclinación                                                                       | 51.6 grados                             |
| Apogeo                                                                            | Planeado                                |
| Acoplamiento a la Estación Espacial                                               |                                         |
| Puerto de acoplamiento                                                            | Módulo Harmony                          |
| Captura por sistema remoto                                                        | 4 de abril 10:40 UTC                    |
| Fecha de acoplamiento                                                             | 4 de abril 13:00 UTC                    |
| Tiempo acoplado                                                                   | 20 días, 8 horas, 18 minutos            |
| Carga                                                                             |                                         |
| Masa                                                                              | 2.647 kilogramos                        |
| Presurizada                                                                       | 1.721 kilogramos                        |
| no presurizada                                                                    | 926 kilogramos                          |
| SpaceX CRS-14 Patch                                                               |                                         |
| Logotipo de la misión SpX-14                                                      |                                         |

SpaceX CRS-14, también conocida como SpX-14, es una misión comercial de suministro a la Estación Espacial Internacional lanzada el 2 de abril de 2018. La misión fue contratada por la NASA y es volada por SpaceX. Esta misión reutiliza el propulsor de primera etapa del Falcon 9, utilizado en la misión CRS-12 y la cápsula DRAGON, utilizada en la misión CRS-8.

## Perfil de la misión
A principios de 2015, NASA recompensó con una extensión de contrato a SpaceX con 3 misiones más(CRS-13, crs-14 y CRS-15). En junio de 2016, un Inspector de la NASA declaró que esta misión se retrasaría hasta febrero de 2018. El vuelo terminó retrasándose desde el 9 de febrero al 13 de marzo de 2018.
El lanzamiento final ocurrió el 2 de abril de 2018 a las 20:30 hora UTC en un Falcon 9 Full Thrust, lanzado desde Cabo Cañaveral en su complejo 40. La cápsula entró en contacto con la Estación Espacial Internacional el 4 de abril, siendo capturada por el sistema remoto Canadarm2 a las 10:40 hora UTC y atracó en el módulo Harmony a las 13:00 hora UTC. Se prevé que quede allí durante un mes antes de iniciar el retorno a la tierra.
No se han realizado sin embargo intentos de recuperar la primera etapa del lanzador/propulsor, pues se han realizado maniobras experimentales para comprobar los límites de la trayectoria de vuelo.

## Manifiesto
NASA es el contratante de la misión CRS-14, por lo cual son ellos los que determinan la carga, hora y fecha del lanzamiento así como los parámetros orbitales de la cápsula DRAGON. En total, la misión CRS-14 ha puesto 2.647 Kilos de material en órbita. Esto incluye 1.721 kilos de carga presurizada con su empaquetamiento así como 926 kilos de carga no presurizada. La carga no presurizada son componentes para 2 experimentos a realizar en el exterior de la estación, esto es un muestreador para la interacción entre la atmósfera y el espacio y componentes para la experimentación de material, que entra dentro el programa MISSE para la experimentación de materiales y los efectos adversos del espacio en los distintos materiales y su capacidad de supervivencia por tiempo prolongado. Además de estos elementos se ha incluido una bomba y un controlador de flujo para la propia estación.
Entre las diferentes cargas hay experimentos para laboratorios de varios países, uno de ellos consiste en la misión RemoveDebris(eliminación de basura espacial), la cual se llevará a cabo desde la Estación Espacial Internacional. El objetivo de la misión es testear un arpón y red en escombro/basura espacial, de cara a comprobar la viabilidad de estos métodos en futuras misiones. Al final de esta misión, la propia nave captadora de basura utiliza un sistema que le permite acelerar su caída hacia la atmósfera, de cara a evitar que ella misma se convierta en basura espacial. Por otro lado, HP ha sido contratada por la NASA, para instalar una impresora de inyección de tinta en el laboratorio estadounidense.
El siguiente es un desglose de la carga de esta misión:
- Investigación científica: 1070 kilos
- Suministros a la tripulación: 344 kilos
- Piezas de repuesto: 148 kilos
- Equipo para actividad extravehicular: 99 kilos
- Hardware informático: 49 kilos
- Hardware ruso: 11 kilos
- Carga externa:

```
            * Medición de la interacción atmósfera-espacio
            * Experimentación de materiales
            * Bomba y control de flujo
```